# 利戈夫斯基大道站
利戈夫斯基大道站（羅馬化：Ligovsky prospekt）是聖彼得堡地鐵的一個車站。利戈夫斯基大道站開通於1991年12月30日，是聖彼得堡地鐵4號線的車站，站名取自於附近的利戈夫斯基大道。